# Boury-en-Vexin
Boury-en-Vexin é uma comuna francesa na região administrativa de Altos da França, no departamento de Oise. Estende-se por uma área de 11,09 km². Em 2010 a comuna tinha 349 habitantes (densidade: 31,5 hab./km²).